# Jacques Levy
Jacques Levy (New York, 29 luglio 1935 – New York, 30 settembre 2004) è stato un compositore, regista teatrale e psicologo statunitense.
Levy nacque a New York nel 1935, dove frequentò il City College. Conseguì un dottorato di ricerca in psicologia alla Michigan State University. Levy era un esperto psicoanalista, come certificato dal Menninger Institute for Psichoanalysis, con sede a Topeka, nel Kansas. Successivamente ritornò  a New York e divenne uno psicologo clinico.
Nel 1965 Levy diresse l'opera teatrale Red Cross del commediografo statunitense Sam Shepard. L'anno successivo fu invece alle prese con due degli atti dell'opera satirica America Hurrah di Jean-Claude van Itallie. Nel 1969 Levy diresse la rivista erotica off-Broadway Oh! Calcutta!. Nel 1975 collaborò con Bob Dylan in qualità di autore dei testi per l'album Desire (Bob Dylan) pubblicato nel gennaio del 1976. L'album fu uno dei maggiori successi del decennio per Bob Dylan.